# Álvaro Tarfe
Álvaro Tarfe es un personaje secundario de la segunda parte del Quijote de Miguel de Cervantes, que el autor manchego toma del llamado Quijote apócrifo de Alonso Fernández de Avellaneda, donde Tarfe tiene un papel más importante.
Álvaro Tarfe aparece en el capítulo 72 de la segunda parte del Quijote de Cervantes; el hidalgo y el escudero se lo encuentran en un mesón cuando se dirigen de regreso a su aldea, al final de la novela. Don Quijote reconoce en él al Álvaro Tarfe que aparece en el Quijote apócrifo de Avellaneda, y que por tanto ha conocido al falso don Quijote y al falso escudero cuyas aventuras andan impresas y a las cuales se alude socarronamente en varios puntos de la segunda parte del Quijote. El encuentro con Álvaro Tarfe sirve para contrastar las diferencias entre los falsos personajes de Avellaneda y los verdaderos don Quijote y Sancho, y de este modo la baja calidad de la obra del rival de Cervantes comparada con la del propio Cervantes.
Un aspecto poco conocido de Álvaro Tarfe es su condición de morisco. En el Quijote de Cervantes no se alude directamente a ello, solo se le hace decir, escuetamente: «[...] voy a Granada, que es mi patria». En el de Avellaneda, sin embargo, se explicita que Álvaro Tarfe «descendía del antiguo linaje de los moros Tarfes de Granada, deudos cercanos de sus reyes, y valerosos por sus personas, como se lee en las historias de los reyes de aquel reino, de los Abencerrajes, Zegríes, Gomeles y Muzas que fueron cristianos después que el católico rey Fernando ganó la insigne ciudad de Granada».
En la obra de Avellaneda, Tarfe y otros caballeros granadinos se dirigían a Zaragoza. Es de suponer que ahora Tarfe regresa a su ciudad natal. Sin embargo, esta segunda parte del Quijote se publica en 1614, cuando ya se ha hecho efectiva la expulsión de los moriscos decretada por Felipe III. Cervantes se ha hecho eco de ello varios capítulos atrás contando la historia del morisco Ricote, vecino de Sancho Panza, que regresa clandestinamente tras su expulsión haciéndose pasar por alemán y que confiesa que muchos otros moriscos están haciendo lo mismo. Álvaro Tarfe, en tanto que «descendiente del antiguo linaje de los moros Tarfes de Granada», es de suponer que también ha sido expulsado y que ahora regresa, como Ricote, clandestinamente a su lugar natal. Todo lo referido a Tarfe lo monta Cervantes a partir de lo escrito por Avellaneda, probablemente confiando en que el lector conozca la obra de su rival y sea capaz de atar los cabos. 